# Яблонь-Спали
Яблонь-Спали (пол. Jabłoń-Spały) — село в Польщі, у гміні Нові Пекути Високомазовецького повіту Підляського воєводства.
Населення — 78 осіб (2011).
У 1975-1998 роках село належало до Ломжинського воєводства.

## Демографія
Демографічна структура станом на 31 березня 2011 року:
|          | Загалом | Допрацездатний вік | Працездатний вік | Постпрацездатний вік |
| -------- | ------- | ------------------ | ---------------- | -------------------- |
| Чоловіки | 36      | 8                  | 24               | 4                    |
| Жінки    | 42      | 10                 | 26               | 6                    |
| Разом    | 78      | 18                 | 50               | 10                   |